# Лавров Олексій Григорович
Олексій Григорович Лавров (7 лютого 1858 — після 1917) — член IV Державної думи від Подільської губернії.

## Біографія
Православний, із дворян. Могилів-Подільський домовласник (будинок, оцінений у 2400 рублів).
Закінчив фізико-математичний факультет Санкт-Петербурзького університету. Викладав фізику та математику у реальному училищі (1884—1893).
У 1893—1912 роках служив податним інспектором. Обирався гласним Поневезької міської думи, упродовж чотирьох років був почесним мировим суддею в Паневежисі. Був головою піклувальної ради комерційного училища. Дослужився до чину статського радника.
У 1912 році був обраний членом Державної думи від Подільської губернії 1-м та 2-м з'їздами міських виборців. Входив до фракції російських націоналістів та помірно-правих (ФНПП), після її розколу в серпні 1915 — до групи прихильників П. М. Балашова. Був товаришем голови комісії про відзначення 300-річчя дому Романових, а також членом комісій: з виконання державного розпису доходів та витрат, за народною освітою, у міських справах, фінансовій, торгівлі та промисловості.
У роки Першої світової війни був уповноваженим, а потім ревізором Південно-Західного обласного земського комітету допомоги хворим і пораненим воїнам.
Доля після 1917 року невідома.

## Родина
Був одружений, мав п'ятьох дітей.